# Экскувиторы
Экскувиторы (лат. excubitores; др.-греч. ἐξκούβιτοι) — императорская гвардия в Византии, организованная, вероятно, при императоре Льве I Макелле (457—474).
Начальники экскувиторов вскоре приобрели большое влияние и в VI веке возвели на византийский престол ряд императоров. Экскувиторы исчезли из источников в конце VII века, но в середине VIII века они были преобразованы в одну из элитных тагм — профессиональное ядро средневековой византийской армии. Последнее упоминание об экскувиторах относится к 1081 году.

## История

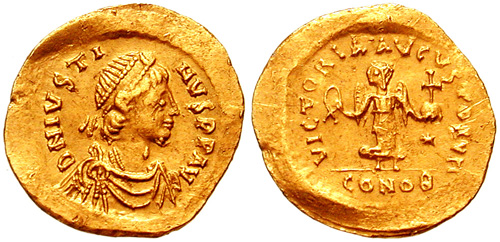
Золотой тремисс императора Юстина I

Гвардия экскувиторов была основана в поздней античности императором Львом I Макеллой (правил в 457—474 годах) около 460 года и первоначально насчитывала 300 человек. Тогда они набирались из числа крепких и воинственных исавров. Причиной основания гвардии было создание противовеса влиянию могущественного военного магистра Аспара и крупному германскому элементу в восточноримской армии. В отличие от старых дворцовых полков — палатинских схол, которые находились под контролем магистра оффиций и отличались плохой дисциплиной, экскувиторы долгое время оставались первоклассной боевой силой. В отличие от схол, которые были расквартированы по всей Фракии и Вифинии, экскувиторы дислоцировались в императорском дворце и являлись практически единственным гарнизоном Константинополя на протяжении VI века. Их высокий статус в дальнейшем иллюстрируется тем фактом, что обоих офицеров и рядовых экскувиторов часто посылали по особым приказам, в том числе и дипломатическим поручениям.
Корпус экскувиторов возглавлял комит экскувиторов (лат. comes excubitorum; др.-греч. κόμης τῶν ἐξκουβίτων/ἐξκουβιτόρων), который, в силу своей близости к императору, стал очень важным административным лицом в VI и VII веке. Этот пост, история которого может быть прослежена приблизительно до 680 года, обыкновенно занимался членами императорской семьи, часто очевидными наследниками престола. Так, Юстин I (правил в 518—527 годах), который занимал этот пост в момент смерти Анастасия I, стал впоследствии императором при поддержке гвардейцев. Кроме того, Юстин II (правил в 565—578 годах) опирался на поддержку экскувиторов для обеспечения безраздельного правления; тогдашний комит экскувиторов Тиберий, бывший близким другом императора, был назначен на должность благодаря вмешательству Юстина. Тиберий был правой рукой императора на всём протяжении его правления и в конце концов стал его преемником под именем Тиберия II Константина (правил в 578—582 годах). Он также будет сменён своим комитом экскувиторов, Маврикием (правил в 582—602 годах). При Маврикии этот пост занимал его шурин и военачальник Филиппик, а при Фоке (правил в 602—610 годах) Приск. Власть, которой обладал комит, постоянно сопровождалась интригами и заговорами, как это было, например, при комите Валентине, узурпировавшем престол империи в 640-х годах. В результате во второй половине VII века об экскувиторах исчезают все упоминания.
По прошествии второй половины VII века и первой половины VIII века экскувиторы вновь появляются в исторических источниках под командованием нового начальника — доместика экскувиторов (др.-греч. δομέστικος τῶν ἐξκουβίτων/ἐξκουβιτόρων) и в качестве одной из имперских тагм — элитного профессионального военного корпуса, основанного Константином V (правил в 741—775 годах). Как одни из тагм, экскувиторы более не являлись дворцовой стражей и активно принимали участие в различных военных походах. В то же время они были созданы в противовес фемным гарнизонам и представляли собой мощный инструмент в осуществлении иконоборческой политики Константина V, их преданность была настолько сильна, что иконопочитательница императрица Ирина была вынуждена принудительно разоружить их в 786 году.

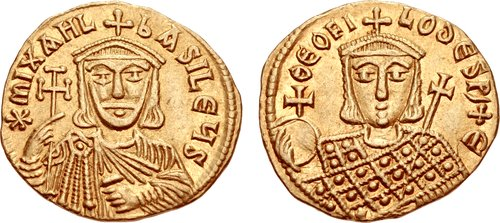
Золотой солид императора Михаила II

Доместики изначально имели сравнительно низкое придворное звание (простые спафарии), но они постепенно возвысились до высших чинов: в то время как в Тактиконе Успенского (около 842 года) доместик экскувиторов стоит позади стратига фемы, а Клиторологий Филофея (899 год) ставит его выше стратигов европейских фем и даже епарха Константинополя. В то же время их ранг возрос до протоспафариев и иногда даже до патрикиев. Наиболее известным из доместиков экскувиторов того периода был Михаил II Травл (правил в 820—829 годах), сторонники которого свергли императора Льва V Армянина (правил в 813—820 годах) и возвели его на престол. Во второй половине X века — вероятно, при Романе II (правил в 959—963 годах) — полк как старшая тагма схол был разделён на два подразделения: одно для Запада и одно для Востока. Каждым из них командовал соответствующий доместик.
Как и большинство византийских тагм, корпус экскувиторов не пережил великих потрясений XI века, когда иностранные вторжения и постоянные гражданские войны уничтожили значительную часть византийской армии. Последнее упоминание об экскувиторах находится в «Алексиаде» Анны Комнины, где они были отмечены в составе византийской армии, участвовавшей в битве при Диррахии в 1081 году под начальством Константина Опоса.

## Структура
Сведений о внутренней структуре полка экскувиторов не сохранилось. Известно, что это был конный отряд и что начальников этого отряда называли скрибонами. Историк Уоррен Тредголд предполагает, что они выполняли роль, подобную кавалерийским декурионам, командовавших отрядами по 30 человек, но Джон Б. Бьюри считает, что скрибоны, хотя и были связаны с экскувиторами, представляли собой отдельный корпус.
В позднюю эпоху существования структура тагмы экскувиторов повторяла, с некоторыми изменениями, структуру остальных тагм. Доместику помогали топотерет (др.-греч. τοποτηρητής — младший начальник) и хартуларий (др.-греч. χαρτουλάριος — секретарь). Сам полк состоял не менее чем из восемнадцати банд, вероятно, управлявшихся скрибонами (др.-греч. σκρίβων). Подразделения каждой из банд возглавлялись драконариями (др.-греч. δρακονάριος), а также тремя классами знаменосцев, исполнявшими обязанности младших офицеров: скеофорами (др.-греч. σκευοφόροι), сигнофорами (др.-греч. σιγνοφόροι) и синаторами (др.-греч. σινάτορες). Кроме того, в состав полка входили гонцы-мандаторы (др.-греч. μανδάτορες) под начальством протомандаторов, иногда именовавшихся легатариями (др.-греч. λεγατάριοι).
Численность тагмы экскувиторов и её подразделений не может быть точно определена, как и численность других тагм. По этому поводу учёные имеют различные мнения. Опираясь на списки офицеров и чиновников арабских географов Ибн Хордадбеха и Куддама, Тредголд поддерживает число 4 тысячи человек, а в середине X века — до 6 тысяч. Другие учёные, прежде всего Джон Халдон, оценивают размер каждой тагмы в тысячу человек.